# Konrad Åberg
Karl Konrad Åberg (ur. 18 stycznia 1890 w Helsinkach, zm. 4 listopada 1950 w Porvoo) – zapaśnik reprezentujący Finlandię. Olimpijczyk ze Sztokholmu 1912, gdzie zajął czwarte miejsce w wadze średniej.
Zajął czwarte miejsce na Wicemistrz Europy w 1913. Mistrz kraju w 1918 i 1919 roku.

## Letnie Igrzyska Olimpijskie 1912
| Konkurencja           | Rundy eliminacyjne     | Rundy eliminacyjne | Rundy eliminacyjne    | Rundy eliminacyjne   | Rundy eliminacyjne | Rundy eliminacyjne   | Rundy eliminacyjne      | Klas. końcowa |
| Konkurencja           | Przeciwnik I           | Przeciwnik II      | Przeciwnik III        | Przeciwnik IV        | Przeciwnik V       | Przeciwnik VI        | Przeciwnik VII          | Miejsce       |
| --------------------- | ---------------------- | ------------------ | --------------------- | -------------------- | ------------------ | -------------------- | ----------------------- | ------------- |
| 75 kg styl klasyczny. | Willi Steputat (GER) Z | Adolf Kurz (GER) Z | Joseph Merkle (GER) Z | Árpád Miskey (HUN) Z | Mikko Holm (FIN) Z | Martin Klein (RUS) P | Claes Johansson (SWE) P | 4.            |